# Linzi

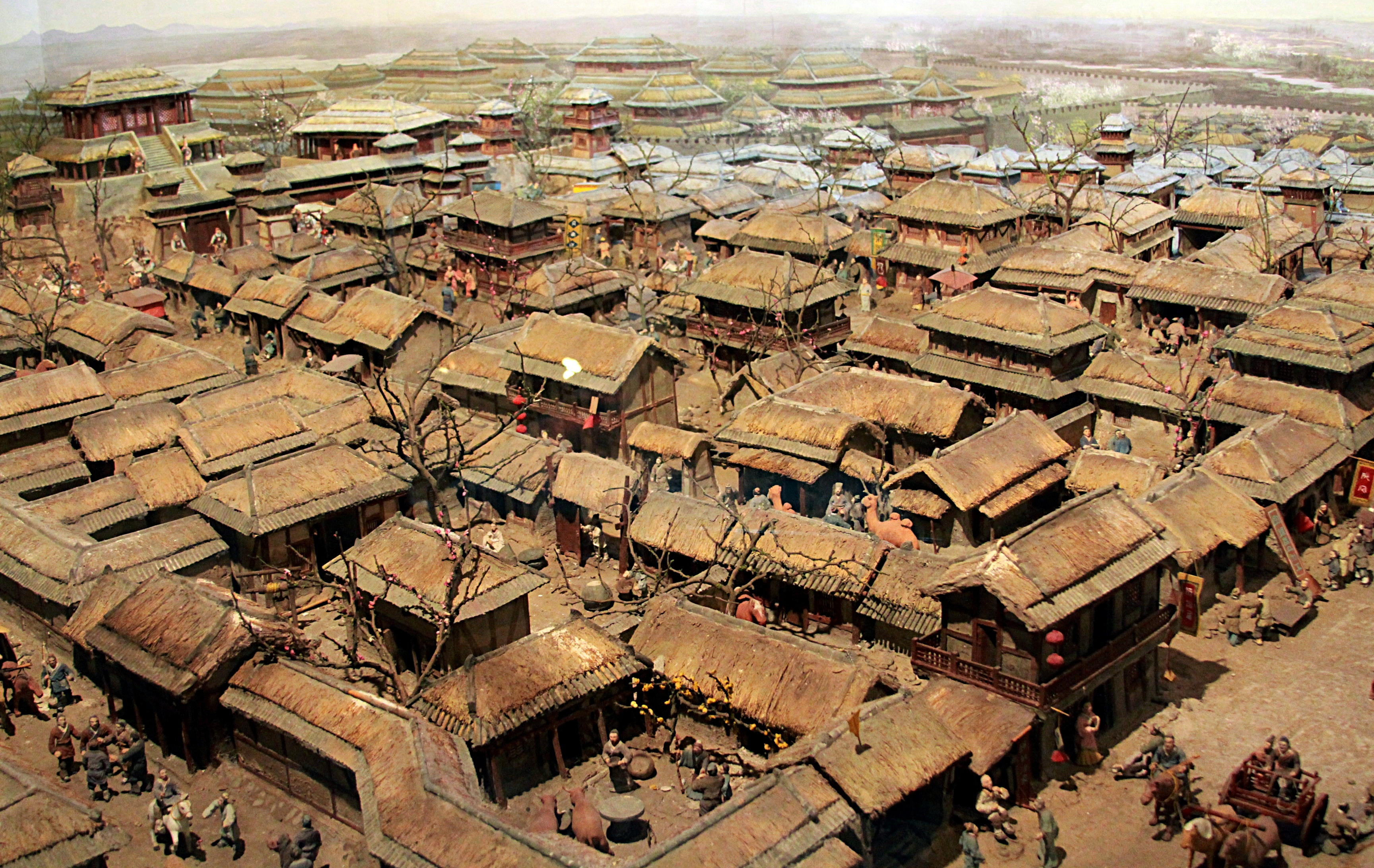
Model starożytnego Linzi

Linzi (chiń. 臨淄; pinyin Línzī) – stolica starożytnego państwa Qi, istniejąca w okresie Wiosen i Jesieni oraz Okresie Walczących Królestw w Chinach. W szczytowym okresie swojego rozwoju liczyła 70 tysięcy domostw.